# Vísky (okres Rokycany)

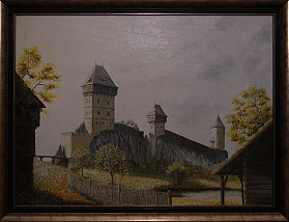
Obraz hradu Homberk

Vísky jsou obec v okrese Rokycany v Plzeňském kraji. Leží zhruba dvanáct kilometrů jihovýchodně od Rokycan. Žije zde 64 obyvatel.

## Název
V roce 1869 nesla název Vísky, v letech 1880–1890 Vísek t. Vísky a od roku 1900 se opět nazývá Vísky.

## Historie
První písemná zmínka o vesnici pochází z roku 1368.

## Obyvatelstvo
| Rok            | 1869 | 1880 | 1890 | 1900 | 1910 | 1921 | 1930 | 1950 | 1961 | 1970 | 1980 | 1991 | 2001 | 2011 | 2021 |
| -------------- | ---- | ---- | ---- | ---- | ---- | ---- | ---- | ---- | ---- | ---- | ---- | ---- | ---- | ---- | ---- |
| Počet obyvatel | 286  | 327  | 275  | 270  | 221  | 199  | 185  | 93   | 101  | 59   | 48   | 31   | 38   | 43   | 66   |
| Počet domů     | 33   | 41   | 39   | 40   | 38   | 38   | 37   | 36   | 27   | 26   | 18   | 28   | 32   | 34   | 38   |

## Obecní správa
V roce 1869 Vísky byly osadou obce Trokavec v okrese Plzeň. V letech 1880–1950 byly obcí v okrese Plzeň (1880–1890) a později v okrese Rokycany. V letech 1961–1979 patřily znovu jako část obce k Trokavci. Od 1. ledna 1980 do 31. prosince 1991 patřily jako čast města k Mirošovu a od 1. ledna 1992 jsou opět samostatnou obcí.

### Obecní symboly
Znak a vlajka byly obci uděleny rozhodnutím předsedy Poslanecké sněmovny Parlamentu České republiky dne 11. května 2006.

## Pamětihodnosti

### Venkovská usedlost č. 27
Příklad místní  drobnější zemědělské usedlosti s dochovanou roubenou stodůlkou a mladší chalupou. Obytné stavení bylo zrekonstruováno v 70. letech 20. stol.

### Venkovská usedlost č. 3
Celistvě dochovaná venkovská usedlost s regionálě typickým roubeným obytným domem a zděnými novodobě adaptovanými hospodářskými stavbami, které tvoří bývalé chlévy a novodobě radikálně přestavěná stodola, která prakticky ztratila památkovou hodnotu.